# Pentium
O Pentium é uma família de microprocessadores, a quinta geração da arquitetura x86 criada pela Intel em 1993. Foi o sucessor da linha 486.  Originalmente denominado 80586, ou i586, e tendo como sucessor o Core 2 DUO, mas ocorreu impedimento de registro, sendo alterado para Pentium. O termo i586 é usado na programação para referir-se aos primeiros processadores Pentium (e similares fabricados pelos competidores da Intel).

## História
A família pentium é a quinta geração da arquitetura 32 bits ou x86 criada pela empresa norte-americana Intel Corporation em 22 de março de 1993, como sucessor da família 80486, sendo produzido até 1999. Inicialmente foi denominado 80586 ou i586, mas devido estes números não poderem ser registrados legalmente o nome foi alterado para pentium, do grego "pent-", que em português significa "cinco". Este tinha o nome-código interno "P5".

## Características e evolução
Maiores alterações em relação à família 486:
- Arquitetura Superescalar - O Pentium possui dois canais de execução de dados ("pipelines") que lhe permitem completar mais do que uma instrução por ciclo de clock. Um canal (denominado "U") lida com qualquer tipo de instrução, enquanto o outro (denominado "V") lida apenas com as instruções mais simples e comuns. O uso de mais do que um canal de dados era uma característica quase exclusiva dos processadores RISC. A sua adopção no Pentium foi uma novidade significativa na linha da plataforma x86 que até então era totalmente CISC. Depois seguiram-se outras melhorias inspiradas em tecnologias já conhecidas das máquinas RISC, mostrando ser possível combinar as duas filosofias.
- Barramento externo de dados de 64-bit - Tal implementação duplica a quantidade de informação em cada operação de leitura da memória. Entretanto, isto não quer dizer que o Pentium pode executar aplicações de 64 bits; seus registradores ainda são de 32 bits.
- Instruções MMX (apenas nos modelos posteriores) - Uma extensão com um conjunto básico de instruções SIMD desenhadas para uso em aplicações multimídia.

Os processadores Pentium ofereciam o dobro da performance de um 486 por ciclo de clock. Por esse motivo, os 486 de alta performance da Intel (100 MHz) eram apenas quase tão rápidos quanto os Pentium de primeira geração (60 MHz) e alguns modelos de 486 fabricados pela empresa AMD eram praticamente tão rápidos como o Pentium 75.

## Modelos
Os primeiros Pentium foram fabricados com uma técnica de 0.8 µm, trabalhavam com clocks de 60 MHz e de 66 MHz e foram considerados algo problemáticos devido a problemas de aquecimento. Mais tarde, foram surgindo gradualmente versões de 75, 90, 120, 133, 150, 166, 200, e 233 MHz. Versões de 266 e 300 MHz foram posteriormente lançadas para uso em computadores portáteis. Processadores Pentium OverDrive foram lançados com velocidades de 63 e 83 MHz como uma opção de upgrade para computadores 486 mais antigos.
| Nome-Código                           | P5            | P5            | P54          | P54           | P54           | P54           | P54C          | P54C          | P54C         | P54C         | P54C          | P55C         | P55C         | P55C          | P55C (Tillamook) | P55C (Tillamook) | P55C (Tillamook) | P55C (Tillamook) |
| Processo de fabricação utilizado (µm) | 0.80          | 0.80          | 0.60         | 0.60          | 0.60          | 0.60          | 0.35          | 0.35          | 0.35         | 0.35         | 0.35          | 0.35         | 0.35         | 0.35          | 0.25             | 0.25             | 0.25             | 0.25             |
| Clock (MHz)                           | 60            | 66            | 75           | 90            | 100           | 120           | 120           | 133           | 150          | 166          | 200           | 166          | 200          | 233           | 200              | 233              | 266              | 300              |
| Lançado em:                           | Março de 1993 | Março de 1993 | Out. de 1993 | Março de 1994 | Março de 1994 | Março de 1995 | Março de 1995 | Junho de 1995 | Jan. de 1996 | Jan. de 1996 | Junho de 1996 | Out. de 1996 | Out. de 1996 | Junho de 1997 | Set. de 1997     | Set. de 1997     | Jan. de 1998     | Jan. de 1999     |

### P5, P54 e P54C
O microprocessador Pentium original tinha o nóme-código interno P5, e era um processador
superescalar "pipelined in-order", com 5 volt, 60 MHz e 66 MHz de frequência interna e externa (ou seja, mesma frequência para placa mãe e para o processador), e placas mãe soquete 5. Foi produzido pelo processo de 0.8 µm. Entretanto, em 1995, na cidade norte-americana de Lynchburg, Virginia (Estados Unidos), foi detectado um defeito no co-processador matemático (FPU em inglês, ou Unidade de Ponto Flutuante) dessa série de processadores, desde as versões de 66 MHz até as de 1000 MHz. Tal defeito podia, muito raramente, resultar em imprecisão nas operações de divisão. Conhecido como "Pentium FDIV bug" ou "Defeito de ponto flutuante", este defeito causou grande embaraço para a Intel, que foi forçada a fazer um "recall", trocando gratuitamente as unidades com defeito.
As versões de 60 e 66 MHz em 0.8 µm do Pentium também ficaram conhecidas por sua fragilidade e pela (na época) grande dissipação de calor.
Essa série foi sucedida pela P54, basicamente um P5 fabricado pelo processo de 0.6 µm, que permitia o uso de dois processadores na mesma placa mãe, possuía multiplicador de clock (o que permitia elevar a frequência interna do processador independentemente da externa, que era mais difícil de se elevar). Ainda nessa série, houve o P54C, que era fabricado em 0.2 a 0.25 µm - um processo genuinamente CMOS, ao contrário do processo CMOS bipolar usado nos Pentium anteriores.

### P55C, Tillamook
Subsequentemente, o P55C foi aprimorado pelo centro de pesquisa e desenvolvimento da Intel em Haifa, Israel, tornando-se o Pentium com tecnologia MMX (ou apenas Pentium MMX); ainda baseado no núcleo do P5, o processo de 0.35 µm foi novamente utilizado para esta série, mas ela possuía um conjunto de 57 instruções "MMX" para melhorar a execução das assim chamadas tarefas multimídias, como codificar e decodificar vídeo. Entretanto, os softwares precisavam ser especificamente criados para seu uso, e o aumento de velocidade que o P55C mostrou em seu lançamento foi principalmente devido ao cache interno aumentado para 32 KB.
"Tillamook" (em homenagem a uma cidade norte-americana no Oregon) é a versão do P55C para notebooks. Foi desenhado na tecnologia "Mobile Module", que continha o processador, 512KB de cache secundário, e o 430TX chipset Northbridge.

## Outros usos da marca
A Intel manteve a marca Pentium ao dar nome a outras gerações de arquiteturas de processadores, que internamente possuíam características bem diferentes do processador Pentium original:
- Pentium MMX
- Pentium Pro
- Pentium II
- Pentium III
- Pentium 4
- Pentium M
- Pentium D
- Pentium Dual-Core
- Pentium P

Percebe-se daí que a marca está apenas superficialmente relacionada com a arquitetura interna do processador. A marca Pentium é agora usada em desktops e notebooks, a marca Celeron é usada em sistemas de relativo baixo custo (tipicamente um Pentium de velocidade e preço reduzidos, similarmente ao que ocorria com os 486 "DX" e "SX"), e marca Xeon é usada em computadores de alta performance, geralmente servidores ou outros usos "pesados". A mesma arquitetura pode ser usada em todos eles, diferindo apenas em clock, cache, encapsulamentos e soquetes. A marca "Itanium" é usada em processadores para servidores 64 bits da arquitetura IA-64, não compatível com a x86 (e a mais recente x86-64, ou seja, com instruções x86 de 64 bits).